# Неверь
Неверь — деревня в Дятьковском районе Брянской области, в составе Большежуковского сельского поселения. Расположена у северной окраины пгт Любохна.
Упоминается со 2-й половины XVII века (первоначальное название — Шумоветка), в составе Хвощенской волости Брянского уезда. В разное время — владение Зиновьевых, Гончаровых, Казёлкиных и др. Современное название возникло во второй половине XVIII века и окончательно установилось к середине XIX века. Входила в приход села Слободища, с 1857 — села Любохны.
С 1861 по 1924 входила в Любохонскую волость Брянского (с 1921 — Бежицкого) уезда, позднее в Дятьковской волости, Дятьковском районе (с 1929). До 1959 — центр Неверского с/с (центр сельсовета был перенесён в деревню Сосновка); с 1961 в Большежуковском сельсовете (с 2005 — сельском поселении).

## Население
| 2010 | 2013 |
| ---- | ---- |
| 326  | ↗403 |